# 山本侑平
山本 侑平（やまもと ゆうへい、1987年9月18日 - ）は、日本の俳優である。
大阪府出身。過去に株式会社ウェーブマスター、株式会社ハルエンターテイメント所属していた。

## 人物
- 趣味はハゼ釣り、サウナ、散歩、筋トレで、特技は関西弁、たこ焼きを焼くこと。
- 好きな食べ物は海鮮全般、嫌いな食べ物はほぼない。
- 2015年中頃より、筋肉トレーニングを行っている。
- 公式ブログでサウナによく行くと書いており、自身でサウナーと述べている。

## 来歴
- 2005年、短編映画「GARAGE」にて、映画初出演かつ初主演。
- 2008年、舞台「Spoon full of sugar」にて　初演出かつ舞台初主演。
- 2012年2月、所属する株式会社ベルジーエンタテインメント・ディビジョンの解散に伴い、株式会社ウェーブマスターに移籍。
- 2012年7月、演劇ユニット「ACTI☆N!」を結成。リーダーを務め、後に活動休止になる。
- 2013年3月、舞台「婚活の達人」にて漫画原作、初主演。
- 舞台「弱虫ペダル」に出演にあたり10Kgの減量に成功した。以降、役によって体重を変えることもある。
- 2021年1月、演劇ユニット「ACTI☆N!」を再結成。
- 2021年1月、演劇ユニット「ACTI☆N!」のYouTubeチャンネルを開設。
- 2021年1月、SHOWROOMにて演劇ユニットACTI☆N!の「よ～い、アクション！」を定期配信が決定。
- 2022年11月に演劇ユニットACTI☆N!再旗揚げ公演を行う。

## 出演

### 舞台
大阪
- Wildest dreams（2007年）
- Spoon full of sugar（2008年） 主演・演出
- 夏が来たら（2008年）タナカ 役

東京
- PROPAGANDA STAGE「パラレル・ライフ・パーティー」（2009年、ザムザ阿佐ヶ谷・モリエール）タナカ 役
- 新宿ポーカーフェイス旗揚げ公演「MARIO」（2010年、アドリブ劇場）
- 美しいこと（2010年：初演・2011年：再演、space107）
- 劇男一番旗揚げ公演「ストライクバッカーズ」（2011年、小劇場楽園）
- Sometime.somewhere（2012年5月、中目黒ウッディーシアター） 阿部良樹 役
- MACBETH（2012年8月、ラフォーレ原宿）従者・魔女 役
- 舞台版殿といっしょ（2012年11月、前進座） 今川氏真役
- ACTI☆N!旗揚げ「婚活の達人」（2013年3月、中野MOMO）主演：玉木広人役
- 殺人鬼フジコの衝動（2013年4月、俳優座）乃木 役
- 弱虫ペダルインターハイ篇 The First Result（2013年8月）小野田坂道 役（アンダー）
- 空感エンジン「オサエロ」（2013年9月、エアースタジオ）岡本 役
- エムキチビート第十二廻公演「黎明浪漫譚-れいめいロマンティック-」（2014年1月、吉祥寺シアター）ヤマモト 役
- THE吉見麻美公演2「LOVEどきゅ〜ん15」（2014年2月、笹塚ファクトリー）トッシー 役
- 弱虫ペダルインターハイ篇 The Second Order（2014年3月）パズルライダー 役
- エムキチビート音劇「朱と煤」（2014年11月、吉祥寺シアター）検察 役
- 弱虫ペダルインターハイ篇  The WINNER（2015年3月、日本青年館大ホール / シアターBRAVA! / キャナルシティ劇場）広島呉南工業：待宮栄吉 役
- projectDREAMER2015vol.2「Rainy Blue」（2015年4月、戸野廣浩司記念劇場）康夫 役
- エムキチビート企画公演PUBLIC∴GARDEN!「芥川龍之介 地獄変」（2015年8月・9月、大阪：一心寺シアター / 東京：サンモールスタジオ）堀川の大殿様 役
- 第2回 SANETTY Produce「Over Smile」（2016年2月、新宿村LIVE）バ・タク 役（代役出演）
- PUBLIC∴GARDEN!「ハッシャ・バイ」（2016年6月・7月、大阪：一心寺シアター / 東京：サンモールスタジオ）男4 役
- エムキチビート第十三廻公演「アイ　ワズ　ライト」（2016年8月、紀伊国屋サザンシアター）カキツバタ 役
- エムキチビート第十四廻公演「赫い月」（2017年1月、座・高円寺1）竹下正彦 役
- マリアビートル（2018年2月14日 - 18日、全労済ホール スペース・ゼロ）狼 役
- アンミカ case.1「unravel」（2018年5月2日 - 6日、新宿村LIVE）マネージャー：浪岡 役
- 「ふりむかないで」（2018年10月3日 - 15日、三栄町LIVE STAGE）主演：真瀬温 役
- Yプロジェクト×Zero Project×E-Stage Topia提携公演『カルパノーラマ』（2019年1月23日 - 27日、渋谷 伝承ホール）： 角田役
- 生演奏ミュージカル『信長の野望-炎舞-』（2020年1月18日 - 22日、光が丘 IMAホール ）：佐久間信盛 役
- PUBLIC∴GARDEN!オンラインリーディング 読「芥川龍之介地獄変」(2020年5月16日-24日) ：堀川の大殿様 役
- GEKIIKE本公演第11回「HIT LIST」（2020年8月26日-30日、全労済ホール スペース・ゼロ / 9月4日-6日、ABC Hall / 9月11日-13日、北九州芸術劇場・中劇場）：桃子 役
- 舞台「ハンズアップ」（2020年11月18日-23日、シアター1010）：白金明 役
- 演劇ユニット鳴蒲牢 旗揚げ公演　夜航船シリーズ VOL.1「ふねにのる」「ありをふむ」(2021年5月20日-23日、オメガ東京)：　コリン役
- K-FARCE 一ヶ月連続公演 「キミはつらい時、大丈夫と言って笑う。」(2021年6月23日-27日、バルスタジオ)：　堀江 役
- SFIDA ENTERTAINMENT プロデュース公演vol.7「カウンターバリュー・ペインテッド2021」(2021年8月10日-15日、劇場HOPE)：　鈴木優太 役
- 少年Komplex番外公演　アリスシリーズ第二弾「ＡＬＩＣＥ✕ＳＴＯＲＹ〜My favorite HAPPY BIRTHDAY〜」(2021年8月25日-29日、新宿 THEATER BRATS)：　東の魔女 役
- amipro舞台「うどん」(2021年11月20日-24日、高田馬場ラビネスト)：　勝 役
- SFIDA ENTERTAINMENT プロデュース公演vol.10「カウンターバリュー・ペインテッド2022」(2022年6月14日-19日、劇場HOPE)：　鈴木優太 役
- SFIDA ENTERTAINMENT プロデュース公演vol.11「POP☆SRAGE SEASON1～POP☆アイドル誕生の瞬間～」(2022年9月13日-18日、劇場HOPE)：　古津本地 役
- SFIDA ENTERTAINMENT プロデュース公演vol.13 舞台「Collapse Of Values 」(2023年3月28日-4月2日、劇場HOPE)： 主演 佐々倉勇気 役
- 劇団たいしゅう小説家present`s「アルタイルの詩(笑) 」(2023年5月3日-27日、萬劇場)：　神崎 役
- SFIDA ENTERTAINMENT プロデュース公演vol.14 舞台「POP☆STAGE season1.5 世の全てに勇気、自信そして美を。 新アイドルユニット カマーズ26誕生！！ 」(2023年8月29日-9月3日、劇場HOPE)：　古津本地 役
- SFIDA ENTERTAINMENT プロデュース公演vol.15 舞台 「〜POP☆STAGE season2〜 絶対に負けられない戦いがそこにある POP☆SWEET VS カマーズ26 Live Stage in 新宿村LIVE」(2023年9月27日-10月1日、新宿村LIVE)：  古津本地 役
- 劇団たいしゅう小説家present`s「菜々絵の探偵物語Ⅳ」(2024年3月20日-24日、萬劇場)：  信彦 役

### 演劇ユニットACTI☆N!
・演劇ユニットACTI☆N!カフェ劇 Vol.1「あの日、あの時。」(2022年7月10日、江古田兎亭)：脚本・演出・田井 役
・演劇ユニットACTI☆N!再旗揚げ公演「ただいま。」(2022年11月29日-12月4日、劇場HOPE)：　脚本・演出・タコヤキ 役
・演劇ユニットACTI☆N!第二回公演「今時な運命のシンデレラ。」(2023年7月25日-7月30日、劇場HOPE)：　脚色・演出

### 映画
- GARAGE （2005年） 主演：カワサキタクロウ 役
- アジアの純真（2009年）不良 役
- カイジ2 人生奪回ゲーム（2011年） ギャラリー
- ドーベルマン（2012年）ホスト 役
- 777号にのって（2013年・伊勢崎映画祭第4回グランプリ受賞）主演：トオル 役
- 弱虫ペダル(2020年)

### テレビドラマ
- ダブル〜複体〜（2006年、関西テレビ）
- ザ・ライバル（2010年、NHK）
- 仮面ライダーディケイド 第10話・11話（2009年、テレビ朝日）生徒 役
- 弱虫ペダル season2（2017年、BSスカパー!）広島呉南工業：待宮栄吉 役
- 相棒season23  第１話 (2024年10月16日、テレビ朝日) 古川裕 役

### テレビアニメ
- 闇芝居3期（2016年1月 - 3月、テレビ東京）
- 戦国鳥獣戯画〜乙〜（2017年、KBC ほか）

### イベント
・即興芝居イベント「ドラマを作ろう」vol.2  (2022年3月19日・20日、赤坂チャンスシアター)
・即興芝居イベント「ドラマを作ろう」vol.3  (2023年2月4日・5日、赤坂チャンスシアター)
・ 芝居イベントvol.4「Restart！」  (2023年5月28日、赤坂チャンスシアター)
・芝居イベントvol.5「めでたい！」  (2023年6月18日、赤坂チャンスシアター)
・芝居イベントvol.7「もう〇〇だね」  (2023年12月2日・3日、赤坂チャンスシアター)
・芝居イベントvol.8「ドラマを作ろう4」  (2024年1月27日・28日、赤坂チャンスシアター)
・芝居イベントvol.9「Be My valentine」  (2024年2月10日・11日、赤坂チャンスシアター)

### バラエティ
- スカ☆J （2007年、テレビ東京）
- 大キングコング（2008年、読売テレビ）
- シアワセ結婚相談所（2010年、日本テレビ）

### CM
- バンダイバトルブレイク（2011年）

### 司会
- 「大阪ガスイベント」（2007年）
- 大阪弁天町ORC「歌姫ライブ」（2008年12月 - 2009年12月）

### 雑誌
- 神戸ウォーカー（2008年）

### ラジオ
- FM貝塚「チアラの冒険小学校」（2008年）ゲスト出演

### 広告
- 京都美山高校（2005年）
- SPICE（2011年）